# Dreams (album de Klaus Schulze)
Pour les articles homonymes, voir Dream.
 (janvier 2018).
Si vous disposez d'ouvrages ou d'articles de référence ou si vous connaissez des sites web de qualité traitant du thème abordé ici, merci de compléter l'article en donnant les références utiles à sa vérifiabilité et en les liant à la section « Notes et références ».
Albums de Klaus Schulze
Inter*Face
(1985) En=Trance
(1988)
Dreams est un album studio du musicien et compositeur de musique électronique allemand Klaus Schulze, sorti en 1986.
En 2005, Dreams est le troisième album de Schulze réédité par Revisited Records et incluant un titre bonus, Constellation Andromeda.
Ce titre de bonus est enregistré début 2003 en tant que CD promotionnel, en une série limitée de seulement 300 exemplaires, et distribué à la Frankfurt Music Fair (en) (Musikmesse Frankfurt).

## Liste des titres
Toutes les chansons sont écrites et composées par Klaus Schulze.
| Édition originale vinyle LP | Édition originale vinyle LP | Édition originale vinyle LP | Édition originale vinyle LP | Édition originale vinyle LP | Édition originale vinyle LP | Édition originale vinyle LP | Édition originale vinyle LP | Édition originale vinyle LP | Édition originale vinyle LP |
| No                          | Titre                       | Durée                       |                             |                             |                             |                             |                             |                             |                             |
| --------------------------- | --------------------------- | --------------------------- | --------------------------- | --------------------------- | --------------------------- | --------------------------- | --------------------------- | --------------------------- | --------------------------- |
|                             | 'Face A'                    |                             |                             |                             |                             |                             |                             |                             |                             |
| A1.                         | A Classical Move            | 9:40                        |                             |                             |                             |                             |                             |                             |                             |
| A2.                         | Five to Four                | 7:57                        |                             |                             |                             |                             |                             |                             |                             |
| A3.                         | Dreams                      | 9:25                        |                             |                             |                             |                             |                             |                             |                             |
|                             | 'Face B'                    |                             |                             |                             |                             |                             |                             |                             |                             |
| B.                          | Klaustrophony               | 24:40                       |                             |                             |                             |                             |                             |                             |                             |
| 51:48                       |                             |                             |                             |                             |                             |                             |                             |                             |                             |

| Édition originale CD | Édition originale CD | Édition originale CD | Édition originale CD | Édition originale CD | Édition originale CD | Édition originale CD | Édition originale CD | Édition originale CD | Édition originale CD |
| No                   | Titre                | Durée                |                      |                      |                      |                      |                      |                      |                      |
| -------------------- | -------------------- | -------------------- | -------------------- | -------------------- | -------------------- | -------------------- | -------------------- | -------------------- | -------------------- |
| 1.                   | A Classical Move     | 9:38                 |                      |                      |                      |                      |                      |                      |                      |
| 2.                   | Five to Four         | 7:58                 |                      |                      |                      |                      |                      |                      |                      |
| 3.                   | Dreams               | 9:27                 |                      |                      |                      |                      |                      |                      |                      |
| 4.                   | Flexible             | 4:17                 |                      |                      |                      |                      |                      |                      |                      |
| 5.                   | Klaustrophony        | 24:41                |                      |                      |                      |                      |                      |                      |                      |
| 56:01                |                      |                      |                      |                      |                      |                      |                      |                      |                      |

| Titre bonus - Réédition digipack (Allemagne, Revisited Records, SPV GmbH, 31 janvier 2005) | Titre bonus - Réédition digipack (Allemagne, Revisited Records, SPV GmbH, 31 janvier 2005) | Titre bonus - Réédition digipack (Allemagne, Revisited Records, SPV GmbH, 31 janvier 2005) | Titre bonus - Réédition digipack (Allemagne, Revisited Records, SPV GmbH, 31 janvier 2005) | Titre bonus - Réédition digipack (Allemagne, Revisited Records, SPV GmbH, 31 janvier 2005) | Titre bonus - Réédition digipack (Allemagne, Revisited Records, SPV GmbH, 31 janvier 2005) | Titre bonus - Réédition digipack (Allemagne, Revisited Records, SPV GmbH, 31 janvier 2005) | Titre bonus - Réédition digipack (Allemagne, Revisited Records, SPV GmbH, 31 janvier 2005) | Titre bonus - Réédition digipack (Allemagne, Revisited Records, SPV GmbH, 31 janvier 2005) | Titre bonus - Réédition digipack (Allemagne, Revisited Records, SPV GmbH, 31 janvier 2005) |
| No                                                                                         | Titre                                                                                      | Durée                                                                                      |                                                                                            |                                                                                            |                                                                                            |                                                                                            |                                                                                            |                                                                                            |                                                                                            |
| ------------------------------------------------------------------------------------------ | ------------------------------------------------------------------------------------------ | ------------------------------------------------------------------------------------------ | ------------------------------------------------------------------------------------------ | ------------------------------------------------------------------------------------------ | ------------------------------------------------------------------------------------------ | ------------------------------------------------------------------------------------------ | ------------------------------------------------------------------------------------------ | ------------------------------------------------------------------------------------------ | ------------------------------------------------------------------------------------------ |
| 6.                                                                                         | Constellation Andromeda                                                                    | 23:52                                                                                      |                                                                                            |                                                                                            |                                                                                            |                                                                                            |                                                                                            |                                                                                            |                                                                                            |
| 79:01                                                                                      |                                                                                            |                                                                                            |                                                                                            |                                                                                            |                                                                                            |                                                                                            |                                                                                            |                                                                                            |                                                                                            |

## Crédits
| - Klaus Schulze : synthétiseurs, sampler, batterie, electronics - Ian Wilkinson : chant - Harald Asmussen : basse - Nunu Isa : guitare - Ulli Schöber : percussions - Andreas Grosser : piano, synthétiseur | - Production, composition, enregistrement, mixage, mastering (digital) : Klaus Schulze - Production (réédition), coordination : Klaus D. Müller - Artwork (pochette) : Ulrike C. Gillmann |